# Сказка о мёртвой царевне и о семи богатырях
«Ска́зка о мёртвой царе́вне и о семи́ богатыря́х» — сказка А. С. Пушкина. Написана осенью 1833 года в Большом Болдино. Является самостоятельным авторским литературным произведением, написанным по мотивам русской народной сказки.

## Сюжет
Во время отсутствия царя у царицы родилась дочь. Царица умирает, когда царь возвращается домой. Он горюет, но проходит год, и во дворце появляется новая царица. Она очень красивая, но жестокая, своенравная и завистливая. В приданое ей было подарено волшебное зеркало, которое разговаривает с ней. Когда царица смотрится в зеркальце, она спрашивает у него:

Свет мой, зеркальце! скажи

Да всю правду доложи:

Я ль на свете всех милее,

Всех румяней и белее?

Из года в год зеркальце отвечает, что на всём свете нет никого прекраснее царицы. Но идут годы, и царица уже не молода. А вот её падчерица, наоборот, подрастает и становится всё прекраснее. В один прекрасный день, когда царевна готовится ко свадьбе с королевичем Елисеем, зеркало заявляет царице, что она красива, но есть та, которая гораздо красивее:

Ты прекрасна, спору нет;

Но царевна всех милее,

Всех румяней и белее.

Натура царицы даёт о себе знать, и зависть к главной героине не имеет пределов. Царица зовёт свою сенную девушку Чернавку, и приказывает «весть царевну в глушь лесную и, связав её, живую под сосной оставить там на съедение волкам». Выполняя приказ царицы, Чернавка ведёт царевну в дремучий лес, но царевна угадала её злые намерения и просит Чернавку отпустить её. Та не желает зла царевне. Она только исполняет приказ хозяйки и поэтому соглашается отпустить царевну. Затем Чернавка возвращается к царице и сообщает ей о гибели царевны.
Царь, узнав о пропаже дочери, горюет. Жених царевны, королевич Елисей, отправляется по свету на поиски пропавшей невесты. Царевна же, долго блуждая по дремучему лесу, в результате находит в глухой чаще большой дом. Стороживший дом пёс ласкается к царевне. Она заходит в помещение и, увидев, что хозяев дома нет, наводит там порядок. К вечеру хозяева появляются — это семь братьев-богатырей. Видя, что кто-то прибрался в их доме, они просят таинственного гостя выйти, обещая добрый приём. Царевна выходит, кланяется им и произносит извинения за незваный визит:

Закрасневшись, извинилась,

Что-де в гости к ним зашла,

Хоть звана и не была.

Поняв «по речи», что перед ними царевна, богатыри принимают её с почестями и оставляют жить в их доме. Главная героиня ведёт хозяйство по дому. Она понравилась богатырям. Они предлагают ей выбрать одного из них себе в мужья. Царевна отвечает, что ей все богатыри милы, но у неё уже есть жених, и она вынуждена отказать. Тем временем царица, думая, что падчерица давно мертва, спрашивает у зеркальца:

Я ль на свете всех милее,

Всех румяней и белее?

Зеркало отвечает, что царица без спору прекрасна, но царевна всё равно красивее и при этом выдаёт местонахождение царевны. Царица обвиняет Чернавку в обмане, и та признаётся царице, что отпустила царевну, и

Царица злая,

Ей рогаткой угрожая,

Положила иль не жить,

Иль царевну погубить.

По приказу царицы к дому богатырей приходит «нищая черница», где её встречает лаем сторожевой пёс, не подпускающий старуху к крыльцу, а царевну — к старухе. Царевна жалеет её и кидает ей в руки через собаку кусок хлеба. Старуха в ответ кидает царевне отравленное яблоко и исчезает. Царевна надкусывает яблоко и тут же падает бездыханная.
Когда вечером богатыри возвращаются домой, их встречает воем пёс. Он ведёт их к телу царевны, в бешенстве глотает отравленное яблоко и испускает дух. Богатыри осознают, что царевну отравили. Сперва они хотят похоронить её, но не решаются, поскольку она

Как под крылышком у сна,

Так тиха, свежа лежала,

Что лишь только не дышала.

Богатыри кладут царевну в хрустальный гроб, который подвешивают в горной пещере. Довольная царица слышит от зеркальца долгожданный ответ, что она прекраснее всех на свете.
Тем временем Елисей ищет царевну по всему белому свету, но нигде нет его невесты и никто не знает, где она. Отчаявшись, он обращается за помощью к тем, кто всё видит — к солнцу, месяцу и ветру. Солнце и месяц ничего не знают о пропавшей царевне. Только ветер дал Елисею печальный ответ:

Там за речкой тихоструйной

Есть высокая гора,

В ней глубокая нора;

В той норе, во тьме печальной,

Гроб качается хрустальный

На цепях между столбов.

Не видать ничьих следов

Вкруг того пустого места,

В том гробу твоя невеста.

В горести Елисей едет посмотреть на свою невесту.

Перед ним, во мгле печальной,

Гроб качается хрустальный,

И в хрустальном гробе том

Спит царевна вечным сном.

И о гроб невесты милой

Он ударился всей силой.

Гроб разбился. Дева вдруг

Ожила. Глядит вокруг

Изумлёнными глазами,

И, качаясь над цепями,

Привздохнув, произнесла:

«Как же долго я спала!»

Счастливые влюблённые возвращаются домой, чтобы сыграть свадьбу. В это время царица спрашивает у зеркальца, кто прекрасней всех на свете, и снова слышит о том, что царевна прекраснее её. В приступе ярости царица разбивает вдребезги зеркальце.
В двери прямо побежала

И царевну повстречала.

Тут её тоска взяла,

И царица умерла.

Лишь её похоронили,

Свадьбу тотчас учинили,

И с невестою своей

Обвенчался Елисей;

И никто с начала мира

Не видал такого пира;

Я там был, мед, пиво пил,

Да усы лишь обмочил.

## Происхождение сюжета
Данное произведение создано по сюжету народной сказки, известной многим народам мира. В частности, среди индоевропейских народов весьма схожим сюжетом обладают русские народные сказки № 210 и 211 «Волшебное зеркальце» из сборника А. Н. Афанасьева «Народные русские сказки», а также сказка братьев Гримм «Белоснежка», написанная в 1812 году. В классификации Аарне-Томпсона данный сюжет указан под номером 709 «Волшебное зеркальце (Мёртвая царевна)». 
На русском материале сказки с этим сюжетом также зафиксированы в следующих сборниках:
- Живая старина, т. XXI, 1912, вып. II—IV
- Великорусские сказки Вятской губернии, Зеленин Д. К., Пг., 1915 г. (Зап. Рус. геогр. об-ва по отд. этногр. т. XLII.), сказка № 52
- Сказки и предания Самарского края, Садовников Д. Н., СПб., 1884. (Зап. Рус. геогр. об-ва по отд. этногр., т. XII.)

### Аналогичные сюжеты в сказках народов мира
Сказка народов Восточной Африки «Волшебное зеркало» построена по сходной схеме, насыщенной местным национальным колоритом. Вместо семи богатырей в данной сказке появляются десять охотников.
Монгольская народная сказка «Волшебный мертвец», также рассказывает о семи братьях, сыновьях хана, которые встретили изгнанную ревнивой мачехой девушку и стали с ней жить.
Шотландская народная сказка «Золотое дерево и Серебряное Дерево», записанная Джозефом Джейкобсом, рассказывает о жене короля, которой форель в ручье говорит о том, что её дочь красивее, чем она. Жена короля придумывает план убийства дочери, сказавшись больной и рассказав мужу-королю, что её могут вылечить только сердце и печень дочери. В сказке также фигурирует отравленная игла и принц.
В армянской сказке «Нури Хадиг» Луна говорит матери, что её дочь Нури Хадиг стала красивее чем она. Вместо отравленного яблока волшебным предметом выступает кольцо. Отец выгоняет дочь, сказав матери, что убил её. Дочь попадает в замок в лесу, в котором спит принц. Девушка ухаживает за ним семь лет. Принц оживает, собирается жениться на девушке, но мать подсылает цыганку, которая надевает девушке на палец кольцо, после чего та засыпает. Принц в конце сказки снимает кольцо, девушка просыпается.
Итальянская народная сказка «Белла Венеция», записанная Итало Кальвино, повествует о матери, владелице гостиницы, спрашивающей постояльцев о том, есть ли кто красивее её. Один из постояльцев однажды говорит, что собственная дочь Беллы красивее, чем она сама. Белла прогоняет дочь из дому. Та встречает в лесу двенадцать грабителей, которые приглашают её стать им младшей сестрой. Белла, узнав об этом, подсылает к дочери нанятую ведьму с наказом погубить её с помощью волшебной заколки. Мёртвую дочь грабители хоронят в пустотелом стволе дерева. Через некоторое время принц, выехавший на охоту, обнаруживает девушку, вытаскивает заколку из её волос и она оживает, после чего выходит замуж за принца.
В греческой сказке «Мирсина» сюжет рассказывает о трёх сёстрах, двум из которых солнце говорит о красоте младшей. Сёстры прогоняют младшую, та в лесу встречает двенадцать месяцев и начинает с ними жить в качестве сестры. Вместо отравленного яблока — отравленный хлеб.

### Архетип сюжета
В разных сказках количество мужчин и их род занятий может разительно отличаться. Их может быть двое, семеро, десять и даже двенадцать. Мужчины могут быть братьями, охотниками, разбойниками, богатырями, царевичами, королевичами, гномами и даже месяцами. Но архетип сюжета для всех сказок всегда общий. Именно благодаря этому Аарне и Томпсон выделили его под отдельным номером.
Владимир Яковлевич Пропп в своей книге «Исторические корни волшебной сказки» утверждает, что вышеуказанный сюжет является далёким отголоском родоплеменной полиандрии и основан на обряде мужской инициации и последующем проживании посвящённых юношей в особом «мужском доме», в котором они проходили обучение старшими членами рода племенным обрядам и способам охоты. В реальной жизни этот обычай зафиксирован Джеймсом Фрэзером в его многотомном труде «Золотая ветвь: Исследование магии и религии». В частности Фрэзер писал о девушках, живущих в мужских домах на островах Палау, следующее; «Во время своей службы она должна держать помещение дома в чистоте и следить за огнём. Мужчины обращаются с ней хорошо, и её насильно не принуждают оказывать своё расположение. Девушка живёт в особом помещении при доме. Обращение с ней рыцарское. Ни один из юношей не дерзнёт войти к ней в помещение. Она обильно снабжается пищей, юноши заботятся о предметах роскоши для неё. Ей приносят орехи бетеля и табак».

## Экранизации

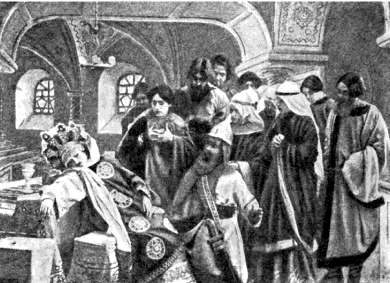
Кадр из фильма «Сказка о спящей царевне и семи богатырях», 1914

- Сказка о спящей царевне и семи богатырях — немой фильм 1914 года. Режиссёр Пётр Чардынин
- Киностудия «Союзмультфильм», Москва, 1951. Сказка о мёртвой царевне и о семи богатырях. Сценарий И. Иванова-Вано, Ю. Олеши, музыка Ю. Никольского.
- Киностудия имени М. Горького, 1978. Осенние колокола. Сценарий Александра Володина, режиссёр Владимир Гориккер.
- С 1990 года на сцене Театра оперы и балета Санкт-Петербургской Консерватории исполняется опера Виктора Плешака «Сказка о мёртвой царевне и семи богатырях» (по одноимённой сказке Пушкина). Режиссёр-постановщик Виктор Битюцких, дирижёр-постановщик Владимир Попов.